# Tren Ciudad de México–Pachuca
| Streckenlänge: | 92,0 km                       |                                                     |                                                     |
| Spurweite: | 1435 mm (Normalspur)          |                                                     |                                                     |
| Stromsystem: | Oberleitung mit 25 kV 60 Hz ~ |                                                     |                                                     |
| Streckengeschwindigkeit: | 120 km/h                      |                                                     |                                                     |
| Zweigleisigkeit: | durchgehend                   |                                                     |                                                     |
| |                               |                                                     |                                                     |
| Streckenverlauf |                               |                                                     |                                                     |
| \| \| \| Übergang Metro-Linie B \| \| \| \| 0,0 \| Buenavista Übergang Metrobus-Linien 1, 3 und 4 \| Buenavista Übergang Metrobus-Linien 1, 3 und 4 \| \| \| \| Grenze Mexiko-Stadt / Bundesstaat México \| \| \| \| 18,0 \| Tren Suburbano del Valle de México nach Cuautitlán \| Tren Suburbano del Valle de México nach Cuautitlán \| \| \| 34,0 \| Canal del Desgüe \| Canal del Desgüe \| \| \| 34,1 \| Tren Suburbano del Valle de México nach AIFA im Bau \| Tren Suburbano del Valle de México nach AIFA im Bau \| \| \| \| MEX5D Autopista AIFA Circuito \| \| \| \| 36,7 \| Xaltocan / Xaltocan II \| Xaltocan / Xaltocan II \| \| \| \| \| \| \| \| \| Xolox \| \| \| \| \| Grenze Bundesstaat México / Bundesstaat Hidalgo \| \| \| \| \| Huitzila \| \| \| \| \| MEX85D Autopista México–Pachuca \| \| \| \| 55,7 \| Tizayuca \| Tizayuca \| \| \| 60,2 \| Línea H nach Honey \| Línea H nach Honey \| \| \| \| Empalme del Rey \| \| \| \| \| MEX M40D Autopista Arco Norte \| \| \| \| \| Platah \| \| \| \| \| Jagüey de Téllez \| \| \| \| \| Línea X nach Colonia 28 de Mayo \| \| \| \| \| Río de las Avenidas \| \| \| \| \| Línea HC nach Santiago Tepeyahualco \| \| \| \| 92,0 \| Pachuca \| Pachuca \| |                               |                                                     |                                                     |
| U-Bahn-Strecke quer (im Tunnel) · U-Bahn-Strecke quer (im Tunnel) |                               | Übergang Metro-Linie B                              | Übergang Metro-Linie B                              |
| Kopfbahnhof Streckenanfang | 0,0                           | Buenavista Übergang Metrobus-Linien 1, 3 und 4      | Buenavista Übergang Metrobus-Linien 1, 3 und 4      |
| Grenze |                               | Grenze Mexiko-Stadt / Bundesstaat México            | Grenze Mexiko-Stadt / Bundesstaat México            |
| Abzweig ehemals geradeaus und nach links | 18,0                          | Tren Suburbano del Valle de México nach Cuautitlán  | Tren Suburbano del Valle de México nach Cuautitlán  |
| Brücke über Wasserlauf (Strecke außer Betrieb) | 34,0                          | Canal del Desgüe                                    | Canal del Desgüe                                    |
| Strecke von links (außer Betrieb) · Abzweig geradeaus und nach rechts (Strecke außer Betrieb) | 34,1                          | Tren Suburbano del Valle de México nach AIFA im Bau | Tren Suburbano del Valle de México nach AIFA im Bau |
| Strecke (außer Betrieb) |                               | MEX5D Autopista AIFA Circuito                       | MEX5D Autopista AIFA Circuito                       |
| | 36,7                          | Xaltocan / Xaltocan II                              | Xaltocan / Xaltocan II                              |
| Abzweig geradeaus und von links (Strecke außer Betrieb) · Abzweig geradeaus und von rechts (Strecke außer Betrieb) |                               |                                                     |                                                     |
| Haltepunkt / Haltestelle (Strecke außer Betrieb) |                               | Xolox                                               | Xolox                                               |
| Grenze (Strecke außer Betrieb) |                               | Grenze Bundesstaat México / Bundesstaat Hidalgo     | Grenze Bundesstaat México / Bundesstaat Hidalgo     |
| Haltepunkt / Haltestelle (Strecke außer Betrieb) |                               | Huitzila                                            | Huitzila                                            |
| |                               | MEX85D Autopista México–Pachuca                     |                                                     |
| Bahnhof (Strecke außer Betrieb) | 55,7                          | Tizayuca                                            | Tizayuca                                            |
| Abzweig ehemals geradeaus, nach rechts und von rechts | 60,2                          | Línea H nach Honey                                  | Línea H nach Honey                                  |
| Haltepunkt / Haltestelle (Strecke außer Betrieb) |                               | Empalme del Rey                                     | Empalme del Rey                                     |
| |                               | MEX M40D Autopista Arco Norte                       |                                                     |
| Haltepunkt / Haltestelle (Strecke außer Betrieb) |                               | Platah                                              | Platah                                              |
| Haltepunkt / Haltestelle (Strecke außer Betrieb) |                               | Jagüey de Téllez                                    | Jagüey de Téllez                                    |
| Abzweig geradeaus und nach rechts (Strecke außer Betrieb) |                               | Línea X nach Colonia 28 de Mayo                     | Línea X nach Colonia 28 de Mayo                     |
| Brücke über Wasserlauf (Strecke außer Betrieb) |                               | Río de las Avenidas                                 | Río de las Avenidas                                 |
| Abzweig geradeaus, nach rechts und von rechts (Strecke außer Betrieb) |                               | Línea HC nach Santiago Tepeyahualco                 | Línea HC nach Santiago Tepeyahualco                 |
| Kopfbahnhof Streckenende (Strecke außer Betrieb) | 92,0                          | Pachuca                                             | Pachuca                                             |

Der Tren Ciudad de México–Pachuca, auch als Tren CDMX–Pachuca bezeichnet, ist eine seit 22. Marz 2025 im Bau befindliche normalspurige Eisenbahnstrecke in Mexiko, die vom Bahnhof Buenavista im Norden der Hauptstadt Mexiko-Stadt nach Pachuca im Bundesstaat Hidalgo verläuft. Die durchgehend zweigleisige, weitgehend ebenerdig, aber höhenfrei geführte Strecke soll zehn Stationen auf 92 Kilometern Strecke umfassen. Eine Verbindungskurve führt darüber hinaus zukünftig direkt von Pachuca zum Flughafen AIFA.

## Geschichte
Der Ausbau der Strecke ist Teil des Planes Nacionales de Infraestructura Ferroviaria del 2018 al 2050, des mexikanischen Ausbauplanes für Eisenbahnen. Dabei nutzt der Tren CDMX–Pachuca im Wesentlichen bereits bestehende Trassen vorwiegend für Güterverkehr, die jedoch mindestens zweigleisig und höhenfrei ausgebaut werden:
- den Beginn der Líneas A und B zwischen Buenavista und Lecheria, seit 2008 fertiggestellt und heute befahren vom Tren Suburbano del Valle de México;
- den Abschnitt Lecheria–Nextlalplan der Líneas TS und H, der bisher nur vom Güterverkehr genutzt ist, seit 2022 überwiegend viergleisig ausgebaut wird und ab Ende 2025 Teil der Flughafen-Zweigstrecke des Tren Suburbano del Valle de México sein wird;
- die für Güterverkehr genutzte, bisher weitgehend eingleisige Línea H von Nextlalplan bis Empalme del Rey sowie schlussendlich deren ebenfalls überwiegend eingleisige Zweigstrecken
- Línea HC von Empalme del Rey bis San José Palma Gorda, die aktuell stillgelegt und in längeren Abschnitten abgebaut ist sowie
- Línea HA von San José Palma Gorda nach Pachuca, aktuell für Güterverkehr in Betrieb gehalten.

Tatsächlich sind dies einschließlich der Verbindungskurve zum Flughafen AIFA somit 55,8 Kilometer Ausbaustrecke, die im Rahmen dieses Projektes umgesetzt werden.
Am 20. November 2023 kündigte der ehemalige Präsident Andrés Manuel López Obrador per Dekret die Reaktivierung von sieben Personenzugstrecken an, darunter auch die Strecke CDMX–Pachuca und am 6. Oktober 2024 erklärte Präsidentin Claudia Sheinbaum Pardo die Vorstudien für erfolgreich abgeschlossen und den baldigen Baubeginn, der dann am 22. März 2025 erfolgte.
Die Bauarbeiten werden von der Olmeca-Maya-Mexica (OMM) geleitet, dem im April 2022 gegründeten staatlichen Unternehmen, welches mit dem Tren Maya und dem Ausbau des Flughafen AIFA bereits andere Großprojekte durchgeführt hat.

## Strecke
Die mit 25 Kilovolt und 60 Hertz Wechselspannung über Oberleitung elektrifizierte Strecke beginnt am Bahnhof Buenavista an der Avenida Insurgentes Norte am nordwestlichen Innenstadtrand von Mexiko-Stadt. Hier besteht ein Übergang zur U-Bahn-Linie B. Sie verläuft von dort in nördlicher Richtung, zweigt nach der Station Lecheria Richtung Flughafen AIFA ab und nach der Station Nextlalplan wiederum von dieser ab, um auf zuvor reinen Güterbahntrassen Richtung Nordosten in die Hauptstadt des Bundesstaates Hidalgo nach Pachuca geführt zu werden. Die Strecke zwischen dem Flughafen AIFA und Pachuca verläuft dabei auf rund 45 Kilometern ebenerdig und auf 12,3 Kilometern höhenfrei auf Viadukten, es werden 12 Brücken über Gewässer sowie 14 Brücken für den Straßenverkehr neu gebaut sowie die kreuzenden Leitungen von Pemex, CFE und Conagua angepasst.

### Stationen
Wie bei der Metro Mexiko und allen anderen ÖPNV-Systemen des Großraumes üblich, werden die Haltestellen des Tren CDMX–Pachuca mit individuellen graphischen Symbolen gekennzeichnet. Alle Bahnsteige sind für mobilitätseingeschränkte Personen erreichbar. Die Stationen wurden mit einer Bahnsteiglänge von mindestens 210 Metern errichtet, sodass eine Nutzung durch Zugeinheiten in Doppeltraktion möglich ist.
An den Stationen Tizayuca und Pachuca werden sogenannte Centro Mobilidades eingerichtet, mit direktem Übergang zu lokalen und regionalen Buslinien.

## Fahrzeuge
Der Tren Ciudad de México–Pachuca soll mit den auch auf dem El Insurgente eingesetzten fünfteiligen Triebwagen des Typs Civity des spanischen Herstellers CAF betrieben werden. Die 98,97 Meter langen Züge erreichen 120 Stundenkilometer und bieten insgesamt 719 Passagieren Platz, davon 326 auf Sitzen sowie zwei Rollstuhlplätze. Ausgestattet sind die Einheiten mit Klimaanlage, Videoüberwachung und Fahrgastinformationssystem.

## Betrieb
Der Tren CDMX–Pachuca soll im ersten Quartal 2027 seinen Betrieb aufnehmen.